# 퐁당퐁당 Love
《퐁당퐁당 Love》는 2015년 12월 13일부터 2015년 12월 20일까지 MBC에서 방영된 창사 54주년 특집 드라마이다. 또한 네이버 TV캐스트에서 2015년 12월 10일부터 2015년 12월 21일까지 웹드라마로도 공개되었다.

## 줄거리
MBC 창사기념 특집드라마 <퐁당퐁당 LOVE>는 아슬아슬하고 불안한 현실을 뛰어 넘고 있는 현대인들에게 바치는 공감과 파이팅의 드라마다. 수학 포기자인 고3 '장단비'는 비가 오던 수능 날 우연한 계기로 조선으로 떨어지게 된다. 조선에서 만난 사람은 바로 세종대왕 '이도'. 이도는 기우제를 지내던 중 나타난 고삼 하늘아이 단비에게 산학(수학)이 필요해 거래를 제안한다.

## 등장 인물

### 주요 인물
- 김슬기 : 장단비 (고3) / 고삼(睾剼), 장영실 역
- 윤두준 : 이도 (왕) 역
- 진기주 : 단비의 친구 소현 / 소헌왕후 역
- 안효섭 : 박연 / 체아직 역

### 주변 인물
- 고규필 : 공 선생 / 공 내관 역 - 조선시대에서는 환관, 현대에서는 단비의 수학선생님
- 이광세
- 김주현
- 엄혜정
- 이재준
- 강현
- 윤석호 : 석이 역

### 특별출연
- 김갑수 : 황희 역 - 조선시대에서는 영의정, 현대에서는 단비의 아버지 (사진으로 등장)
- 정규수 : 심온 역 - 영의정
- 임예진 : 민 여사 / 원경왕후 민씨 역 - 조선시대에서는 이도의 어머니, 현대에서는 단비의 어머니
- 이대연 : 최만리 역 - 집현전 부제학

## 웹드라마 회차별 부제
| 회차 | 업로드 일자      | 부제              | 런닝 타임 |
| ---- | ---------------- | ----------------- | --------- |
| 1화  | 2015년 12월 10일 | 조선에 내린 단비  | 13:35     |
| 2화  | 2015년 12월 11일 | 쓸모있는 고삼이   | 14:10     |
| 3화  | 2015년 12월 12일 | 영 싫은 고삼이    | 18:37     |
| 4화  | 2015년 12월 13일 | 내 마음 속 고삼이 | 11:02     |
| 5화  | 2015년 12월 14일 | 가지마라 고삼아   | 18:59     |
| 6화  | 2015년 12월 17일 | 해를 품은 고삼이  | 11:49     |
| 7화  | 2015년 12월 18일 | 울지마 고삼이     | 16:55     |
| 8화  | 2015년 12월 19일 | 고삼이가 여자라니 | 14:53     |
| 9화  | 2015년 12월 20일 | 너는 나의 꿈      | 8:52      |
| 10화 | 2015년 12월 21일 | 행운을 빌어, 단비 | 24:03     |

## 시청률
| 회차 | 방송일자         | 시청률   | 시청률 |
| 회차 | 방송일자         | AGB 닐슨 | TNmS   |
| ---- | ---------------- | -------- | ------ |
| 1화  | 2015년 12월 13일 | 3.3%     | 3.5%   |
| 2화  | 2015년 12월 20일 | 2.5%     | 3.0%   |